# Верь в чудеса
«Верь в чудеса» — пятый студийный альбом российской певицы Кристины Орбакайте, выпущенный в 2002 году на лейбле NOX Music. В альбом вошли такие хиты как «Да-ди-дам», «Мой мир» и «Любовь которой больше нет», ставшие лауреатами премий «Золотой граммофон» и «Песня года».

## Отзывы критиков
Татьяна Давыдова в своей рецензии для портала InterMedia отметила, что, если главный принцип шоу-бизнеса — «шерше ля хит», то альбом «Верь в чудеса» — то, что надо, поскольку там «хит на хите сидит и хитом погоняет». В целом же она оценила песни с альбома средне, выделив только «Мой мир», назвав её «шедевром». Резюмируя она заявила, что если «Верь в чудеса» — это вершина творчества Орбакайте, то в дальнейшем ей будет трудно отыскать «горку повыше».
Александр Мурзак из издания «Звуки.ру» назвал альбом «типичным продуктом брутального русского шоу-бизнеса», сделанного по формуле «что могли — слизали, что могли — украли, остальное — само как-то родилось».

## Список композиций
| №   | Название                 | Текст песни       | Музыка                 | Длительность |
| --- | ------------------------ | ----------------- | ---------------------- | ------------ |
| 1.  | «Да-ди-дам»              | Лена Стюф         | Виктор Дробыш          | 3:40         |
| 2.  | «Рио-де-Жанейро»         | Зиновий Попроцкий | Дидюля, Сергей Сорокин | 4:04         |
| 3.  | «Сказка для двоих»       | Лена Стюф         | Виктор Дробыш          | 4:04         |
| 4.  | «Мой мир»                | Наталия Платицына | Владимир Сушко         | 2:23         |
| 5.  | «All My Love»            | Мэри Эпплгейт     | Виктор Дробыш          | 3:36         |
| 6.  | «Робот»                  | Михаил Танич      | Левон Мерабов          | 3:14         |
| 7.  | «Убирайся вон»           | Ольга Шамис       | Сергей Сорокин         | 3:54         |
| 8.  | «Давай не портить вечер» | Ольга Шамис       | Сергей Сорокин         | 4:38         |
| 9.  | «Аист»                   | Татьяна Залужная  | Алла Пугачёва          | 3:31         |
| 10. | «Как жаль»               | Александр Барыкин | Александр Барыкин      | 4:23         |
| 11. | «От зари до зари»        | Олег Газманов     | Олег Газманов          | 3:44         |
| 12. | «Живу в Москве»          | Герман Витке      | Артём Павленко         | 3:58         |

| №   | Название                                            | Текст песни | Музыка        | Длительность |
| --- | --------------------------------------------------- | ----------- | ------------- | ------------ |
| 13. | «Любовь которой больше нет» (дуэт с Авраамом Руссо) | Лена Стюф   | Виктор Дробыш | 3:15         |
| 14. | «Любовь которой больше нет» (Ремикс)                | Лена Стюф   | Виктор Дробыш | 3:03         |